# Houghton (Iowa)
Houghton es una ciudad ubicada en el condado de Lee en el estado estadounidense de Iowa. En el Censo de 2010 tenía una población de 146 habitantes y una densidad poblacional de 180,68 personas por km².

## Geografía
Houghton se encuentra ubicada en las coordenadas 40°47′1″N 91°36′39″O / 40.78361, -91.61083. Según la Oficina del Censo de los Estados Unidos, Houghton tiene una superficie total de 0.81 km², de la cual 0.81 km² corresponden a tierra firme y (0%) 0 km² es agua.

## Demografía
Según el censo de 2010, había 146 personas residiendo en Houghton. La densidad de población era de 180,68 hab./km². De los 146 habitantes, Houghton estaba compuesto por el 100% blancos, el 0% eran afroamericanos, el 0% eran amerindios, el 0% eran asiáticos, el 0% eran isleños del Pacífico, el 0% eran de otras razas y el 0% pertenecían a dos o más razas. Del total de la población el 0% eran hispanos o latinos de cualquier raza.